# 446500 Katrinraynor
446500 Katrinraynor è un asteroide della fascia principale. Scoperto nel 2010, presenta un'orbita caratterizzata da un semiasse maggiore pari a 3,1182251 au e da un'eccentricità di 0,3511009, inclinata di 13,79879° rispetto all'eclittica.